# Park Narodowy Calilegua
Park Narodowy Calilegua (hiszp. Parque Nacional Calilegua) – park narodowy w Argentynie, położony Sierra de Calilegua w departamentach Ledesma i Valle Grande w prowincji Jujuy. Park ma powierzchnię 76306 hektarów. Utworzony został w 19 lipca 1979 roku. Rejon zajmowany przez park od czasów starożytnych był zajmowany przez człowieka. Na jego obszarze znajdują się stanowiska kulturu San Francisko (hiszp. La Cultura San Francisco). Po czasach dominacji Inków oraz podboju Hiszpanii na terenach tych żyje ludność Qulla i Guarani. Park został utworzony w celu zachowania różnorodności gatunkowej i genetycznej ekoregionu Yungas, a w szczególności w celu ochrony gatunków endemicznych takich jak np. urubitinga górska (Harpyhaliaetus solitarius), andowik (Oroaetus isidori), ocelot (Felis pardalis), huemal peruwiański (Hippocamelus antisensis) czy puma (Felis concolor), trawniak przydymiony (Akodon fumeus). 
W park został zakwalifikowany przez BirdLife International jako ostoja ptaków IBA.  Dla 14 gatunków przyznano kryterium A1 (gatunki globalnie zagrożone) i/lub A2 (gatunki o ograniczonym zasięgu). Według czerwonej księgia gatunków zagrożonych dwa z nich są gatunkami zagrożonymi (EN), a cztery gatunkami narażonymi (VU).
| Gatunek                                        | Kategoria RL | status      | IBA Kryterium |
| ---------------------------------------------- | ------------ | ----------- | ------------- |
| Penelopa czerwonolica Penelope dabbenei        | LC           | rezydent    | A2            |
| Cierniosternik brązowy Cypseloides rothschildi | NT           | rezydent    | A1, A2        |
| Puchatek modrogłowy Eriocnemis glaucopoides    | LC           | rezydent    | A2            |
| Kondor wielki Vultur gryphus                   | VU           | rezydent    | A1            |
| Urubitinga górska Buteogallus solitarius       | NT           | rezydent    | A1            |
| Urubitinga czubata Buteogallus coronatus       | EN           | rezydent    | A1            |
| Amazonka żółtouda Amazona tucumana             | VU           | rozmnażanie | A1, A2        |
| Kusaczka białogardła Grallaria albigula        | LC           | rezydent    | A2            |
| Krytonosek boliwijski Scytalopus zimmeri       | LC           | rezydent    | A2            |
| Pluszcz rdzawogardły Cinclus schulzii          | VU           | rezydent    | A1, A2        |
| Elenia szara Elaenia strepera                  | LC           | rezydent    | A2            |
| Zaroślak żółtobrewy Atlapetes citrinellus      | LC           | rezydent    | A2            |
| Rudoliczka szarobrzucha Poospiza baeri         | VU           | rezydent    | A1            |